# Klaus Brandstätter
Klaus Brandstätter (* 29. November 1961 in Innsbruck; † 23. August 2014 ebenda) war ein österreichischer Historiker.

## Leben
Klaus Brandstätter studierte Geschichte und Romanistik an der Universität Innsbruck, wo er 1993 bei Josef Riedmann promoviert wurde. Seit 1990 war er Assistent am dortigen Institut für Geschichte, Abteilung Geschichte des Mittelalters (heute Geschichtswissenschaften und Europäische Ethnologie). 2001 erlangte er die Habilitation in Mittelalterlicher Geschichte und wurde außerordentlicher Professor am gleichen Institut.
Zu Brandstätters Forschungsschwerpunkten zählte die Landesgeschichte des historischen Tirol samt den Hochstiften Trient und Brixen unter besonderer Berücksichtigung stadtgeschichtlicher Fragestellungen der mittelalterlichen und frühneuzeitlichen Phase.
Brandstätter war Mitglied der Internationalen Gesellschaft für historische Alpenforschung und Korrespondent der historischen Fachzeitschrift Geschichte und Region/Storia e regione sowie Obmann (Vorsitzender) des Tiroler Geschichtsvereins, Sektion Innsbruck. 2015 wurde seinem Angedenken ein Tagungsband des Istituto storico italo-germanico in Trient gewidmet. Er starb nach längerer Krankheit im Alter von nur knapp 53 Jahren im August 2014.

## Schriften (Auswahl)
Bibliographie Klaus Brandstätter. In: Julia Hörmann-Thurn und Taxis, Gustav Pfeifer (Hrsg.): Klaus Brandstätter – Tirol und das späte Mittelalter. Ausgewählte Aufsätze. Universitätsverlag Wagner, Innsbruck 2021 (= Schlern-Schriften. 375), ISBN 978-3-7030-6561-3, S. 455–466.
- Vescovi, città e signori. Rivolte cittadine a Trento 1435–1437 (= Collana di monografie edita dalla Società trentina di scienze storiche. 51), Trento 1995, ISBN 88-8133-001-6.
- Ratsfamilien und Tagelöhner. Die Bewohner von Hall in Tirol im ausgehenden Mittelalter (= Tiroler Wirtschaftsstudien. 54), Universitätsverlag Wagner, Innsbruck 2002, ISBN 3-7030-0374-X.
- mit Julia Hörmann (Hrsg.): Tirol – Österreich – Italien. Festschrift für Josef Riedmann zum 65. Geburtstag (= Schlern-Schriften. 330), Universitätsverlag Wagner, Innsbruck 2005, ISBN 3-7030-0400-2.
- mit Hannes Obermair, Emanuele Curzel (Hrsg.): Dom- und Kollegiatstifte in der Region Tirol – Südtirol – Trentino in Mittelalter und Neuzeit / Collegialità ecclesiastica nella regione trentino-tirolese dal medioevo all'età moderna (= Schlern-Schriften. 329), Universitätsverlag Wagner, Innsbruck 2006, ISBN 3-7030-0403-7.